# Cinéma de Chine continentale

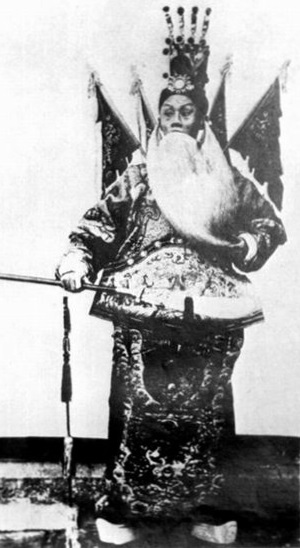
Tan Xinpei dans le premier film chinois La Montagne Dingjun (1905)

Le cinéma de Chine continentale (chinois simplifié : 中国大陆电影 ; pinyin : Zhōng guó dà lù diàn yǐng), parfois simplement appelé cinéma chinois, désigne l'art cinématographique pratiqué en Chine continentale, dans la fin de la Chine impériale entre 1896 et 1912, puis dans l'État de la République de Chine (1912-1949) puis dans celui de la République populaire de Chine depuis 1949. Il fait partie du cinéma sinophone à l'instar du cinéma hongkongais, du cinéma taïwanais ou du cinéma singapourien.
Le cinéma est introduit en Chine en 1896 et le premier film chinois, La Montagne Dingjun, est réalisé en 1905, l'industrie cinématographique se concentrant sur Shanghai au cours des premières décennies. Le premier film sonore, La Chanteuse Pivoine rouge, utilisant la technologie du son sur disque, est produit en 1931. Les années 1930, considérées comme le premier « âge d'or » du cinéma chinois, ont vu l'essor du mouvement cinématographique de gauche et les conflits entre nationalistes et communistes se sont reflétés dans les films produits à cette époque. Pendant l'invasion japonaise de la Chine et l'occupation de Shanghai, l'art cinématographique de la ville a été sévèrement réduit et les cinéastes ont massivement émigré. La Princesse à l'éventail de fer (1941), premier film d'animation chinois, est réalisé à cette période. La ville est restée sous contrôle japonais jusqu'à la fin de la guerre en 1945.
Dans l'après-guerre, un deuxième âge d'or commence, la production reprend dans la ville de Shanghai, avec des films comme Printemps dans une petite ville (1948). Après la révolution communiste de 1949, les films antérieurs et les films étrangers sont interdits, bien que le nombre de films produits augmentent fortement dès 1951. La République populaire de Chine (RPC) met en place un système de production et de distribution de films par des sociétés d'État, avec l'organisation d'unités de cinéma mobiles pour rendre l'accès aux films abordables jusque dans les campagnes les plus reculées. Jusqu'à l'époque de la révolution culturelle en 1966, le contenu du cinéma chinois continental s'inscrivait principalement dans une perspective politique. Au cours des années 1960, le climat politique se tend, la censure devient plus sévère et les cinéastes sont réprimés au cours de diverses campagnes politiques, si bien que le cinéma national entre dans une longue période de stagnation. L'industrie prospère de nouveau après la fin de la révolution en 1976, portant les stigmates de cette période jusque dans les années 1980, avec des films tels que La Légende des monts Tianyun (1980) et La Ville des hibiscus (1986), qui dépeignent les traumatismes émotionnels laissés par la révolution culturelle. À partir du milieu des années 1980, avec des films comme Un et Huit (1983) et La Terre jaune (1984), la cinquième génération de cinéastes apporte une plus grande popularité au cinéma chinois à l'étranger, en particulier auprès du public occidental des salles d'art et d'essai, avec des films comme Le Sorgho rouge (1987), Qiu Ju, une femme chinoise (1992) et Adieu ma concubine (1993) qui remportent d'importantes récompenses internationales. Ce mouvement s'est partiellement ralenti après les manifestations de la place Tiananmen en 1989. La période postérieure à 1990 voit l'émergence de la sixième et de la post-sixième génération, qui produisent toutes deux des films en dehors du système cinématographique chinois traditionnel et joue un rôle important dans le circuit des festivals internationaux.
Au tournant du XXIe siècle, l'industrie cinématographique chinoise gagne progressivement en popularité, également grâce à de nombreuses coproductions avec Taïwan et Hong Kong comme Tigre et Dragon (2000), Hero (2002) ou Le Secret des poignards volants (2004). En 2017, le film d'action Wolf Warrior 2 bat tous les records avec 160 millions d'entrées générant 5,7 milliards de yuans de recettes. Selon l'Administration nationale du cinéma, les recettes annuelles du marché cinématographique de la Chine continentale en 2022 s'élèvent à 30,067 milliards de yuans, avec 712 millions de spectateurs dans 76 486 salles de cinéma,. En 2020, le marché chinois du cinéma dépasse le marché américain pour devenir le plus grand marché du secteur au monde.

## Histoire

### Cinéma en Chine impériale (1896-1912)
La première projection d'un film en Chine date de 1896, soit un an seulement après celle des frères Lumière. Le cinéma est introduit en Chine impériale par l'intermédiaire d'exploitants de salles de cinéma étrangers dans des ports ouverts tels que Shanghai et Hong Kong.
La Chine a été l'un des premiers pays à découvrir le cinéma, Louis Lumière ayant envoyé son chef opérateur à Shanghai un an après avoir inventé le cinématographe. La première projection enregistrée d'un film en Chine a lieu à Shanghai le 11 août 1896 en tant que « numéro » d'un spectacle de variétés. Le premier film chinois, un enregistrement de l'opéra de Pékin autour du chanteur Tan Xinpei, La Montagne Dingjun, est réalisé en novembre 1905 à Pékin. Pendant la décennie suivante, les sociétés de production étaient principalement détenues par des étrangers et l'industrie cinématographique nationale était centrée sur Shanghai, un port prospère et la plus grande ville d'Extrême-Orient.

### Cinéma shanghaïen (1912-1937)

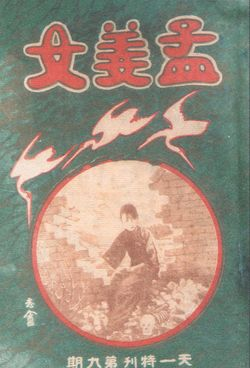
L'affiche du film Meng Jiangnü (1926), avec Hu Die.

Les courts métrages chinois de mélodrame et de comédie font leur apparition en 1913. En 1913, le premier scénario chinois indépendant, Difficultés matrimoniales, est porté à l'écran à Shanghai par Zheng Zhengqiu et Zhang Shichuan, puis Zhang Shichuan crée la première société de production cinématographique appartenant à des Chinois en 1916. Le premier long métrage est Zhang Xinsheng (zh) (閻瑞生) sorti en 1921, un docudrame sur l'assassinat d'une courtisane de Shanghai.
La production cinématographique chinoise se développe considérablement dans les années 1920. Au cours des années 1920, des techniciens cinématographiques américains forment des techniciens chinois à Shanghai, et l'influence américaine continue de se faire sentir pendant les deux décennies suivantes. Comme le cinéma en est encore à ses premiers stades de développement, la plupart des films muets chinois de cette époque ne sont que des sketches comiques ou des courts métrages d'opéra, et la formation est minimale sur le plan technique car il s'agit d'une période de cinéma expérimental. Des metteurs en scène d'opéra adaptent au cinéma leurs propres productions, comme par exemple Pu Shunqing, première femme scénariste en Chine et son mari Hou Yao. Tout au long des années 1920 et 1930, la production cinématographique chinoise est largement assurée par les studios de cinéma et il y a relativement peu de films à petit budget. 
Les cinémas haut de gamme en Chine avaient des contrats qui les obligeaient à projeter exclusivement des films hollywoodiens. Ainsi, à partir de la fin des années 1920, les films hollywoodiens représentaient 90 % du temps d'écran dans les cinémas chinois. 
Après plusieurs tentatives infructueuses, la Chine renoue avec ses propres valeurs traditionnelles et commence à produire des films de cape et d'épée, le premier étant L'Incendie du monastère du Lotus rouge (1928). Ce film connaît un tel succès que la production Mingxing va en tourner 18 suites, marquant ainsi le début des Wu xia pian, un terme généralement traduit par « film de chevalier errant » ou « film de sabre chinois ». De nombreux films de wa xia pan vont suivre, dont L'Héroïne rouge (1929) produit par le studio U. Lien Film Co. (Youlian yingpian gongsi, 友聯影片公司), qui existe toujours. C'est à cette époque que certaines des sociétés de production les plus importantes ont vu le jour, notamment Mingxing et Tianyi des frères Shaw. Mingxing, fondée par Zheng Zhengqiu et Zhang Shichuan en 1922, se concentre d'abord sur des courts métrages burlesques, dont le plus ancien film chinois complet encore existant, Romance d'un marchand ambulant (zh) (1922),,, mais se tourne bientôt vers les longs métrages et les drames familiaux, dont Un orphelin sauve son grand-père (zh) (1923). Entre-temps, Tianyi réoriente son modèle vers les mélodrames traditionnels et se lance également sur les marchés étrangers ; son film La Légende du serpent blanc (1926) est un exemple typique de son succès dans les communautés chinoises d'Asie du Sud-Est. En 1931, le premier film sonore chinois La Chanteuse Pivoine rouge est réalisé, fruit d'une coopération entre la production d'images de la société Mingxing et la technologie du son de Pathé Frères. Cependant, le son était enregistré sur disque, puis diffusé dans la salle de cinéma en synchronisation avec l'action à l'écran. Le premier film parlant sonorisé réalisé en Chine est soit Plaisirs de la scène de danse (歌場春色) de Tianyi, ou La Paix après la tempête du studio Jinan. Les films musicaux, tels que Le Chant de minuit (1937), et Les Anges du boulevard (1937),, avec Zhou Xuan, deviennent l'un des genres cinématographiques les plus populaires en Chine.
Les films d'actualité gagnent en importance à la suite du raid aérien japonais sur Shanghai en 1932. Les bombardements détruisent également une grande partie de l'industrie cinématographique chinoise et entraînent la perte de nombreux films pionniers du cinéma chinois.

#### Premier âge d'or: Le cinéma de gauche des années 1930

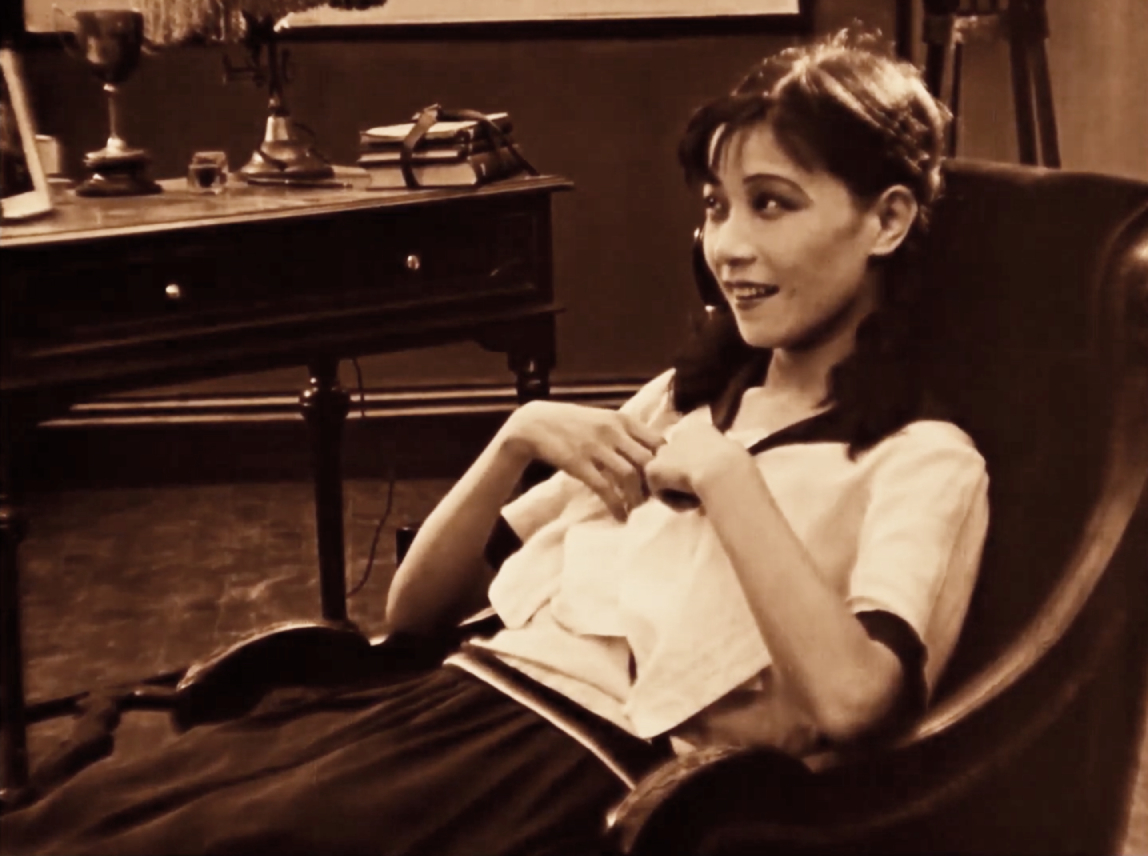
Ruan Lingyu, 20 ans, une vedette de l'époque du muet, dans Amour et Devoir (1931).

Les premiers films chinois vraiment importants sont produits à partir des années 1930 avec l'avènement du mouvement « de gauche », comme Les Vers à soie du printemps (1933) de Cheng Bugao (zh), La Divine de Wu Yonggang (1934) et La Route de Sun Yu (1934). Pour les besoins de ce dernier film, le compositeur Nie Er s'est immergé dans le quotidien des ouvriers que le film met en scène pour composer les chansons, tandis que le réalisateur Su Yun analyse rétrospectivement en 1979 que « même s'il a fait de son mieux pour rendre justice à l’esprit de résistance et de révolution exalté par ces héros, son observation et sa caractérisation des ouvriers restait largement superficielle ». Ces films se distinguent par l'importance qu'ils accordent à la lutte des classes et à l'anticolonialisme en référence au mouvement du 4 Mai (visant surtout les prétentions japonaises sur la Chine, mais aussi les puissances occidentales qui soumettent le pays à des traités inégaux), ainsi que par le fait qu'ils mettent l'accent sur les gens ordinaires, comme une famille de cultivateurs de soie dans Les Vers à soie du printemps et une prostituée dans La Divine. En partie en raison du succès de ce type de films, cette période postérieure à 1930 est souvent considérée comme le premier « âge d'or » du cinéma chinois. Pour l'autrice Anne Kerlan, « formellement, et aussi paradoxal que cela puisse paraître, le cinéma chinois de gauche resta sous l'influence du cinéma américain ». Le mouvement cinématographique de gauche tourne souvent autour de Shanghai, où les cinéastes dépeignent la lutte des classes inférieures d'une ville surpeuplée.
Trois sociétés de production dominent le marché au début et au milieu des années 1930 : la nouvelle Lianhua ( « Chine unie »), la Mingxing et la Tianyi, plus anciennes et plus importantes. Mingxing et Lianhua penchent toutes deux à gauche (la direction de Lianhua peut-être davantage), tandis que la Tianyi continue à produire des films à connotation moins sociale.

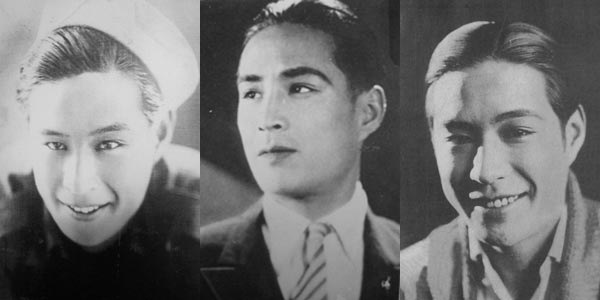
Jin Yan, un acteur chinois d'origine coréenne présent dans La Route (1935), qui s'est fait connaître pendant l'âge d'or du cinéma chinois.

Cette période a également vu naître les premières grandes vedettes du cinéma chinois, telles que Hu Die, Ruan Lingyu, Li Lili, Chen Yanyan, Zhou Xuan, Zhao Dan et Jin Yan. Parmi les autres grands films de cette période, citons Amour et Devoir (1931), Les Petits Jouets (zh) (1933), Femmes nouvelles (1934), Le Chant des pêcheurs (1934), Les Malheurs de la jeunesse (1934), Au carrefour (1937) et Les Anges du boulevard (1937). Tout au long des années 1930, les nationalistes et les communistes luttent pour le pouvoir et le contrôle des grands studios ; leur influence se fait sentir dans les films produits par les studios au cours de cette période. La cellule
cinéma (Dianying xiaozu), établie par le comité culturel du Parti communiste chinois en mai 1933, est composée du cinéaste Situ Huimin, et des critiques Xia Yan, Shi Linghe, Wang Chenwu, et Qian Xingcun (A Ying). Le groupe est dissout en 1935 quand les Nationalistes arrêtèrent et
emprisonnèrent certain de ses membres. L'âge d'or s'interrompt brusquement, également du fait de l'arrêt brutale de l'arrivée de capitaux américains. Quatorze studios disparaissent à Shanghai en 1935 et la production cesse lorsque la ville tombe aux mains des Japonais en 1937.

### L'occupation japonaise et la Seconde Guerre mondiale (1937-1945)

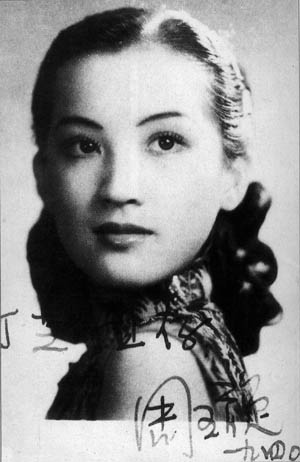
Zhou Xuan, une chanteuse et actrice emblématique de cette période.

L'invasion japonaise de la Chine en 1937, et notamment la bataille de Shanghai, met fin à cette période faste du cinéma chinois. Toutes les sociétés de production, à l'exception de la Xinhua (« Chine nouvelle »), ferment leurs portes. Un grand nombre de cinéastes partent rejoindre la guerre de résistance, dont beaucoup vont dans l'arrière-pays contrôlé par les nationalistes pour rejoindre les studios de cinéma nationalistes Studio central de cinéma ou Studio de cinéma chinois. Un plus petit nombre se rend à Yan'an ou à Hong Kong.
L'industrie cinématographique de Shanghai, bien que sévèrement réduite, ne s'est pas arrêtée pour autant, ce qui a conduit à la période de l' « île solitaire (zh) », les concessions étrangères de Shanghai faisant office d'« îlots » de production dans la « mer » des territoires occupés par les Japonais. C'est au cours de cette période que les artistes et les réalisateurs qui sont restés dans la ville ont dû trouver un équilibre entre leurs convictions de gauche ou nationalistes et les pressions japonaises. Le film Mulan rejoint l'armée du réalisateur Bu Wancang, qui raconte l'histoire d'une jeune paysanne chinoise luttant contre une invasion étrangère, est un exemple de la poursuite de la production cinématographique à Shanghai en pleine guerre,. Cette période prend fin lorsque le Japon déclare la guerre aux alliés occidentaux le 7 décembre 1941 ; l'« île solitaire » est finalement engloutie par la mer de l'occupation japonaise. L'industrie de Shanghai étant fermement sous contrôle japonais, des films comme Éternité (zh) (1943), qui promeut la sphère de coprospérité de la Grande Asie orientale, sont produits.
Au cours des années 1930 et 1940, le gouvernement nationaliste chinois et les autorités d'occupation japonaises envoient des unités de projectionnistes mobiles dans les zones qu'ils contrôlaient pour y diffuser des films de propagande. 
En septembre 1938, la huitième armée de route établit son premier groupe cinématographique du soviet de Yan'an. En 1943, les communistes sortent leur premier film de campagne, Nanniwan, qui cherche à développer les relations entre l'armée communiste et la population locale dans la région de Yan'an en présentant la campagne de production de l'armée pour pallier les pénuries de matériel.
Après la capitulation inconditionnelle du Japon en août 1945, l'Armée rouge soviétique aide les communistes chinois à prendre le contrôle du studio de cinéma colonial japonais en Mandchourie, l'Association cinématographique du Mandchoukouo (Man-ei). La Man-ei disposait d'équipements et de fournitures de production cinématographique à la pointe de la technologie. L'ancien studio colonial est transféré à Hegang, où il devient le studio du Nord-Est (es) (Dongbei Dianying Zhipianchang), le premier studio cinématographique à pleine capacité du parti communiste. Yuan Muzhi en est le directeur et Chen Bo'er la secrétaire du parti. Le studio du Nord-Est commence à produire au début de l'année 1947, se concentrant sur les actualités et les films documentaires, ainsi que sur certaines fictions, des films éducatifs pour enfants et des films d'animation.
Au cours de la dernière phase de la guerre civile chinoise, les cinéastes formés à Yan'an et au studio du Nord-Est documentent toutes les grandes batailles qui ont conduit à la défaite des communistes face aux nationalistes.

### Second âge d'or: l'après-guerre (1945-1949)

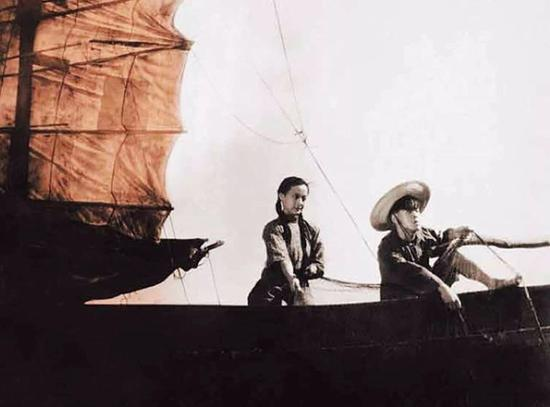
Wang Danfeng dans le film ' (1942)

L'industrie cinématographique continue de se développer après 1945. La production reprend à Shanghai et une nouvelle génération de studios prend la place que les studios Lianhua et Mingxing avaient occupée au cours de la décennie précédente. En 1945, Cai Chusheng retourne à Shanghai pour faire revivre le nom de Lianhua sous le nom de « Studio Lianhua avec Shi Dongshan, Meng Junmou, et Zheng Junli ». Cette société devient à son tour les studios Kunlun (zh), qui deviendra l'un des plus importants studios de l'époque (les studios Kunlun fusionne avec sept autres studios pour former le studio de cinéma de Shanghai en 1949), produisant les classiques Les Larmes du Yangzi (1947), Dix Mille Foyers de lumière (1948), Corbeaux et Moineaux (1949) et San Mao, le petit vagabond (1949). Nombre de ces films montrent la désillusion face au régime oppressif du parti nationaliste de Tchang Kaï-chek et la lutte contre l'oppression de la nation par la guerre. Les Larmes du Yangzi, un double film de trois heures réalisé par Cai Chusheng et Zheng Junli, connaît un succès particulièrement important. Sa description des luttes des Chinois ordinaires pendant la Seconde guerre sino-japonaise, truffée de commentaires sociaux et politiques mordants, a touché une corde sensible chez les spectateurs de l'époque.
Parallèlement, des sociétés comme la Wenhua s'éloignent de la tradition de gauche et explorent l'évolution et le développement d'autres genres dramatiques. Wenhua a traité les problèmes de l'après-guerre de manière universaliste et humaniste, en évitant le récit familial et les formules mélodramatiques. Les deux premiers films d'après-guerre de Wenhua, Un amour inachevé (zh) (1947) et La Dot en carton (zh) (1947),, ainsi que Vive ma femme (zh) (1947), dont le scénario original a été écrit par Eileen Chang, sont de notables exemples de production Wenhua. Le drame romantique de Wenhua, Printemps dans une petite ville (1948), réalisé par Fei Mu peu avant la révolution, est souvent considéré par les critiques de cinéma chinois comme l'un des films les plus importants de l'histoire du cinéma chinois ; en 2005, la 24e cérémonie des Hong Kong Film Awards le place au premier rang dans la liste des 100 meilleurs films chinois. Ironiquement, c'est précisément sa qualité artistique et son manque apparent de « fondement politique » qui lui ont valu d'être qualifié de « droite » ou de « réactionnaire » par les communistes, et le film a été rapidement oublié par les cinéphiles du continent après la victoire communiste en Chine en 1949. Cependant, avec la réouverture de la cinémathèque chinoise après la révolution culturelle, une nouvelle copie a été tirée à partir du négatif original, ce qui a permis à Printemps dans une petite ville de trouver un nouveau public et d'influencer toute une nouvelle génération de cinéastes. Un remake du même nom en a d'ailleurs été réalisé en 2002 par Tian Zhuangzhuang. Un film chinois sur l'opéra de Pékin, Sheng si hen (1948), du même réalisateur (Fei Mu), a été le premier film chinois en couleur.

### Cinéma en Chine maoïste (1949-1976)

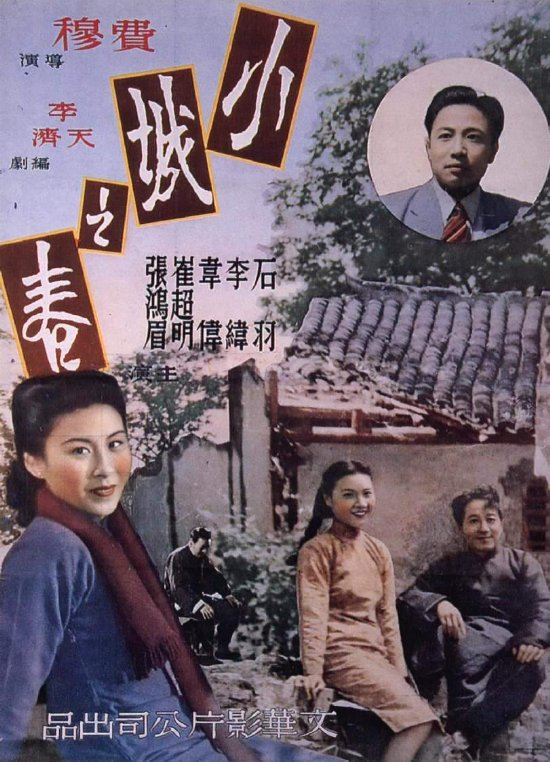
Affiche originale du film Printemps dans une petite ville (1948).

Lors de la fondation de la République populaire de Chine (RPC) en 1949, le pays compte moins de 600 salles de cinéma. Le gouvernement voyait dans le cinéma une forme d'art importante et un outil de propagande de masse. Les collaborations soviétiques La Victoire du peuple chinois (1950) et La Chine libérée (1951) comptent parmi les plus grands événements cinématographiques des premières années de la RPC. La Victoire du peuple chinois présente des reconstitutions de quatre des principales victoires militaires du parti communiste et est tourné avec de vraies munitions, ainsi qu'avec la participation de l'Armée populaire de libération.
Les studios privés de Shanghai, notamment Kunming, Wenhua, Guotai et Datong, sont d'abord encouragés à réaliser de nouveaux films. Ils réalisent environ 47 films au cours des deux années suivantes, mais connaissent rapidement des difficultés, en raison de la colère suscitée par le drame La Vie de Wu Xun (zh) (1950), produit par Kunlun, réalisé par Sun Yu et interprété par les acteurs Zhao Dan, Huang Zongying et Zhou Boxun. Dans un article anonyme paru dans Le Quotidien du peuple en mai 1951, le film est accusé de propager des idées féodales. Après qu'il a été révélé que l'article est écrit par Mao Tsé-toung, le film est interdit, il devient "le premier film interdit de la nouvelle Chine". Le Comité directeur du film est formé pour « rééduquer » l'industrie cinématographique, et les studios privés ont tous été incorporés dans le Studio de cinéma de Shanghai, géré par l'État,.
Après la création de la RPC, la bureaucratie culturelle chinoise qualifie les films américains d'« opium à l'écran » et commence à les dénigrer en même temps qu'elle lance des campagnes antidrogues. Le Parti communiste chinois (PCC) cherche à renforcer son contrôle sur les médias, produisant plutôt des films centrés sur les paysans, les soldats et les ouvriers, à l'instar de Le Pont (ca) (1949) et de la coproduction sino-japonaise La Fille aux cheveux blancs (1950),. Au cœur de cette transition; le studio le plus important est le studio de Changchun (zh). Les films américains sont interdits dans le cadre de l'effort de guerre en Corée.
Le gouvernement communiste parvient à résoudre le problème du manque de salles de cinéma en construisant des unités de projection mobiles qui pouvaient sillonner les régions reculées de la Chine, permettant ainsi aux plus pauvres d'avoir accès au cinéma. La grande majorité de la population chinoise vit dans des zones rurales et la plupart des Chinois n'avaient jamais vu de film avant que les projectionnistes mobiles ne les leur apportent. À l'époque de Mao, les équipes de projection mobiles étaient généralement composées de trois à quatre ouvriers qui transportaient physiquement l'infrastructure cinématographique à travers une vaste zone géographique, la plupart du temps non couverte par un réseau électrique. Le cinéaste Yuan Muzhi joue un rôle important dans l'élaboration des théories et des pratiques du gouvernement communiste en matière de projection de films en milieu rural. Yuan et Chen Bo'er transforment les vestiges de l'Association cinématographique du Mandchoukouo de la Seconde Guerre sino-japonaise en le fusionnant dans le studio du Nord-Est (es). Lorsque Yuan devient chef du Bureau cinématographique en 1949, il applique son modèle pour aider à mettre en place un réseau d'exploitation cinématographique dans tout le pays. Le studio du Nord-Est forme également la première génération de documentaristes chinois communistes. 
En 1950, 1 800 projectionnistes de tout le pays se rendent à Nankin pour un programme de formation. Ces projectionnistes reproduisent le programme de formation dans leurs propres provinces afin de former davantage de projectionnistes. Nankin est bientôt qualifié de « berceau du cinéma populaire ». La RPC cherche à recruter des femmes et des projectionnistes issus de minorités ethniques afin d'inclure, d'intégrer et de toucher plus efficacement les communautés marginalisées. 

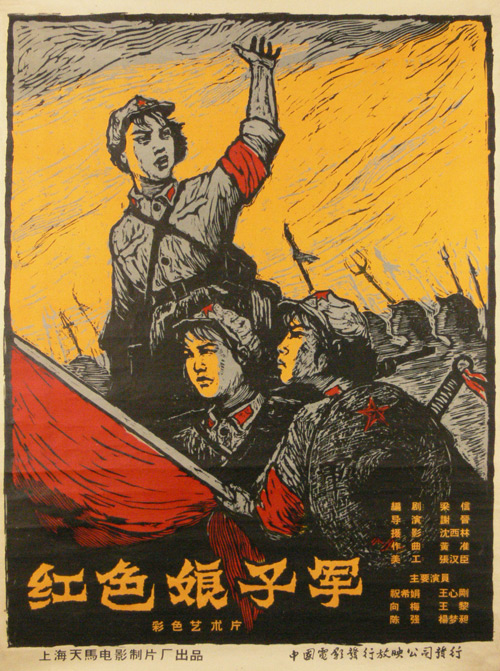
Affiche du film Le Détachement féminin rouge (1961).

Jusqu'à la multiplication des équipes de projectionnistes mobiles dans les années 1950, la plupart des habitants des zones rurales n'avaient jamais vu de film. Le nombre de spectateurs augmente alors fortement, en partie grâce au fait que les tickets de cinéma sont distribués aux unités de travail et que la fréquentation est alors obligatoire, les entrées passant de 47 millions en 1949 à 4,15 milliards en 1959. En 1965, on comptait environ 20 393 unités mobiles de cinéma. Au cours de l'ère Mao, la majorité des films ont été projetés par ces unités, seule une minorité ayant été visionnée dans des salles.
Le travail de projectionniste mobile était physiquement et techniquement exigeant. En conséquence, les médias chinois présentent les femmes projectionnistes et les équipes mobiles de projection composées uniquement de femmes comme des exemples de promotion de l'égalité des sexes dans le socialisme.
Dans les années 1950 et 1960, le Parti communiste a construit des cinémas (parmi d'autres bâtiments culturels) dans les districts industriels des périphéries urbaines. Ces structures étaient influencées par l'architecture soviétique et se voulaient vivantes mais pas « palatiales ».
Les équipes de projectionnistes mobiles en milieu rural et les cinémas urbains sont généralement gérés par la bureaucratie culturelle de la RPC. Les syndicats et les départements de propagande de l'APL gérent également des réseaux d'exploitation cinématographique.
Dans la Chine des années 1950, le cinéma est souvent perçu comme un « enseignement socialiste à distance ». Par exemple, les films encouragent la collectivisation rurale dans des communes populaires, en référence à la Commune de Paris. Le cinéma cherche également à développer la conscience de classe prolétarienne des travailleurs ruraux, en encourageant l'industrialisation et la militarisation de leur travail. Les équipes de projection de films opérant dans la Chine rurale ont été invitées à incorporer des lanternes magiques dans leur travail pour présenter les politiques nationales et les campagnes politiques.
Au cours des 17 années qui séparent la fondation de la République populaire de Chine de la Révolution culturelle, 603 longs métrages et 8 342 bobines de documentaires et de films d'actualité sont produits, la plupart du temps dans le cadre de la propagande communiste du gouvernement. Par exemple, dans La Guérilla du chemin de fer, datant de 1956, le Parti communiste chinois est présenté comme la principale force de résistance à la seconde guerre sino-japonaise. Des cinéastes chinois sont envoyés à Moscou pour étudier le réalisme socialiste soviétique. L'Académie du film de Pékin est créée en 1950 et ouvre officiellement ses portes en 1956. Un film important de cette époque est Ma vie (1950), réalisé par Shi Hu, qui suit un vieux mendiant réfléchissant à sa vie passée en tant que policier travaillant pour les différents régimes depuis 1911,.
Le premier film chinois à écran large est produit en 1960. Les films d'animation utilisant une variété d'arts populaires, tels que les découpages en papier, les jeux d'ombres, les marionnettes à gants et les peintures traditionnelles, sont également très populaires pour divertir et éduquer les enfants. Le plus célèbre d'entre eux, le classique Le Roi des singes (deux parties, 1961, 4), est réalisé par Wan Laiming des frères Wan et remporte le prix du meilleur film au Festival du film de Londres.
Des films tels que La Fille aux cheveux blancs et Nongnu font partie d'un genre de mélodrames rédempteurs, qui cherchent à encourager le public à « parler d'amertume ».
Après l'établissement de relations diplomatiques entre le Royaume-Uni et la RPC, les échanges culturels entre les deux pays reprennent progressivement, notamment avec la mise à disposition de films britanniques en Chine.

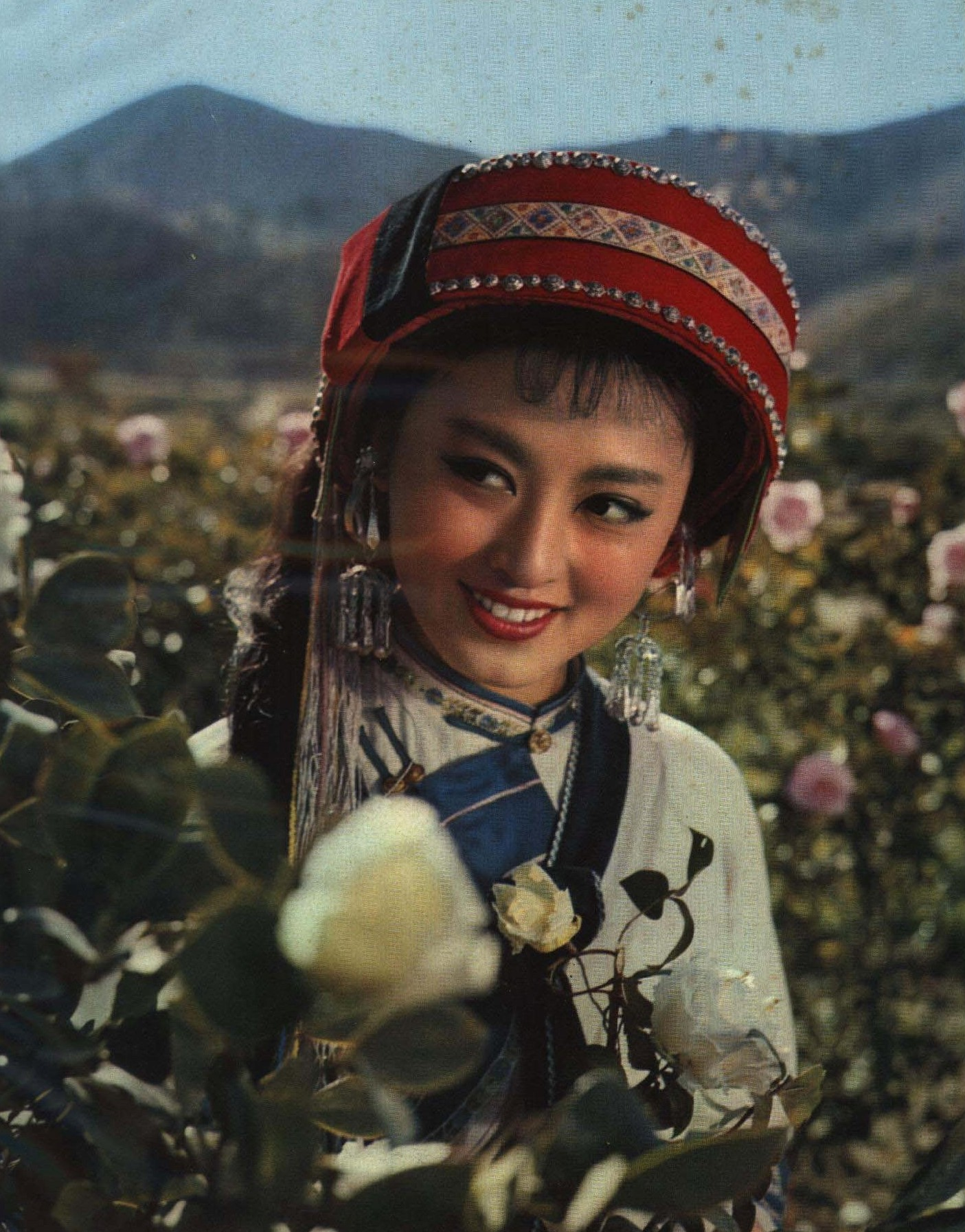
L'actrice Yang Likun dans le film en couleurs Ashima (1964).

Le dégel de la censure en 1956-57 (connu sous le nom de campagne des Cent Fleurs) et au début des années 1960 a conduit à la réalisation de plus de films chinois autochtones, moins dépendants de leurs homologues soviétiques. Pendant cette campagne, les critiques les plus acerbes sont venues des comédies satiriques de Lü Ban. Avant l'arrivée du nouveau directeur expose les relations hiérarchiques entre les cadres, tandis que son film suivant, La Comédie inachevée (ca) (1957), est qualifié d'« herbe vénéneuse » pendant le mouvement antidroitiste, et Lü est interdit à vie de réaliser des films,. D'autres films notables produits pendant cette période sont des adaptations de classiques littéraires, comme Les Offrandes du Nouvel An (1956, adapté d'une histoire de Lu Xun) de Sang Hu et La Boutique de la famille Lin (ru),, (1959, adapté d'une histoire de Mao Dun) de Shui Hua. Le cinéaste le plus en vue de cette époque est Xie Jin, dont les trois films en particulier, La Basketteuse n°5 (1957), Le Détachement féminin rouge (1961) et Sœurs de scène (zh) (1964), illustrent l'expertise accrue de la Chine en matière de réalisation cinématographique. Si Pékin et Shanghai restent les principaux centres de production, entre 1957 et 1960, le gouvernement construit des studios régionaux à Canton, Xi'an et Chengdu pour encourager la représentation des minorités ethniques dans les films. Le cinéma chinois commence à aborder directement la question de ces minorités ethniques à la fin des années 1950 et au début des années 1960 dans des films comme Les Cinq fleurs d'or (zh) (1959), Liu Sanjie (zh) (1960), Nongnu (1963) et Ashima (1964),.
Le 9 mars 1958, le ministère de la Culture organise une réunion pour présenter le Grand Bond en avant du cinéma. Au cours du Grand Bond en avant, l'industrie cinématographique se développe rapidement, les films documentaires étant le genre qui connaît la plus forte croissance. Parmi les tendances du cinéma documentaire figurent les « documentaires artistiques », dans lesquels des acteurs et des non-acteurs reconstituent des événements historiques. Les salles de cinéma se sont également développées rapidement, y compris les cinémas urbains et les unités de projection mobiles; 
Dans le cadre du Mouvement d'éducation socialiste, des unités mobiles de projection de films présentent des films et des diaporamas qui mettent l'accent sur la lutte des classes et encouragent les spectateurs à venir sur scène relater leurs expériences d'exploitation de classe. De nouveaux films appelés « films d'emphase » sont sortis pour coïncider avec la campagne, et la version cinématographique de La Fille aux cheveux blancs ressort à cette occasion.
En 1965, la Chine lance la campagne Resist America, Aid Vietnam en réponse aux bombardements américains sur le Nord-Vietnam. Pour promouvoir les thèmes de la campagne dénonçant l'impérialisme américain et encourageant la résistance vietnamienne, le parti communiste utilise le cinéma entre autres médias culturels. 

#### Révolution culturelle (1966-1976)
Pendant la révolution culturelle, l'industrie cinématographique est soumise à de sévères restrictions. Presque tous les films antérieurs à la révolution sont interdits et seuls quelques nouveaux films sont produits, les opéras modèles révolutionnaires. Le plus remarquable d'entre eux est la version ballet de l'opéra révolutionnaire Le Détachement féminin rouge, réalisé par Pan Wenzhan et Fu Jie en 1970.
La sortie des versions filmées des opéras modèles révolutionnaires a entraîné une réorganisation et une expansion du réseau d'exploitation cinématographique chinois. De 1965 à 1976, le nombre d'unités de projection de films en Chine a quadruplé, le nombre total de spectateurs a presque triplé et le taux national de fréquentation des films a doublé. Le Groupe de la révolution culturelle a drastiquement réduit le prix des billets pour permettre au cinéma de mieux répondre aux besoins des travailleurs et du socialisme.
Outre les films projetés pour leur qualité artistique et politique, entre le milieu de l'année 1966 et 1968, le réseau de distribution cinématographique en pleine expansion a projeté des films qualifiés de « mauvaises herbes vénéneuses » à des centaines de millions de spectateurs dans le but de les critiquer. Ces projections critiques étaient parfois accompagnées de séances de lutte.

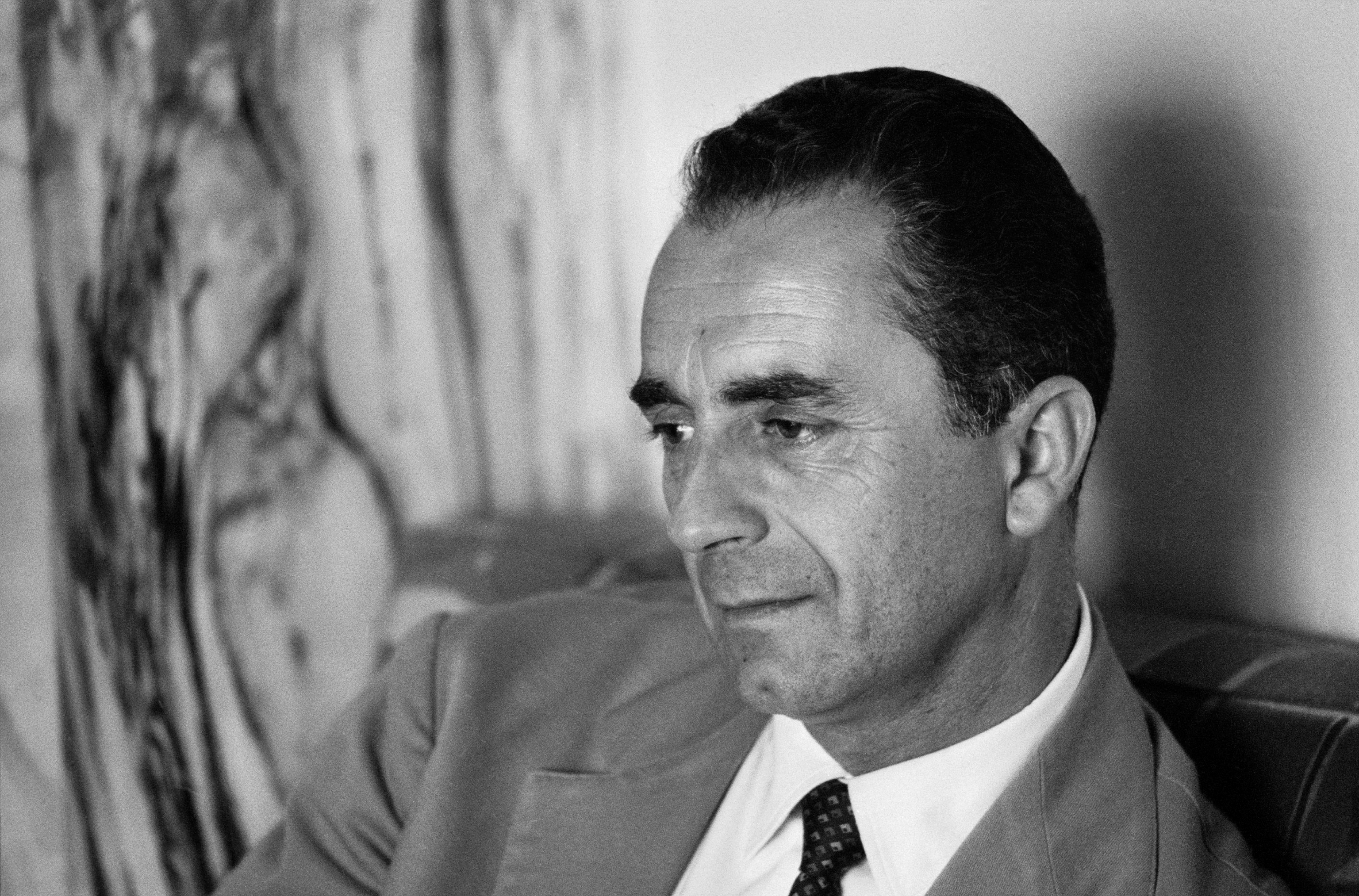
Le cinéaste italien Michelangelo Antonioni invité officiellement en Chine durant la révolution culturelle.

Les zhiqing (ou « jeunes instruits ») constituaient un sous-ensemble important des projectionnistes ruraux chinois pendant la période de la révolution culturelle.
La production de longs métrages s'est pratiquement arrêtée dans les premières années de la révolution, de 1967 à 1972. La production reprend dès 1972 sous la stricte juridiction de la Bande des Quatre jusqu'en 1976, date à laquelle elle est renversée. Les quelques films produits pendant cette période, comme Rupture (1975), sont très réglementés en termes d'intrigue et de caractérisation.
En 1972, les autorités chinoises invitent le cinéaste italien Michelangelo Antonioni en Chine pour filmer les réalisations de la Révolution culturelle. Antonioni réalise le documentaire Chung Kuo, la Chine. Lors de sa sortie en 1974, les dirigeants du parti communiste chinois interprètent le film comme étant réactionnaire et sinophobe. Considérant l'art à travers les principes du forum de Yan'an, en particulier le concept selon lequel il n'y a pas d'art pour l'art, les dirigeants du parti interprètent les choix esthétiques d'Antonioni comme étant politiquement motivés et ont interdit le film. L'épouse de Mao Jiang Qing critique le rôle du premier ministre Zhou Enlai dans l'invitation d'Antonioni en Chine, estimant qu'il s'agissait non seulement d'un échec mais aussi d'une trahison. Depuis sa sortie en Chine en 2004, le film est bien accueilli par le public chinois, en particulier pour ses descriptions positives d'une époque jugée plus simple.
La Chine rejetant la plupart des importations de films étrangers, des cinémas nationaux relativement mineurs comme le cinéma albanais et le cinéma nord-coréen s'attirent soudainement beaucoup d'audience en Chine. Grâce aux films albanais projetés au cours de cette période, de nombreux spectateurs chinois ont été initiés aux techniques de narration et à l'esthétique avant-gardistes et modernistes.

### L'essor du cinéma populaire après la révolution culturelle (1976-1983)
Dans les années qui suivent la révolution culturelle, l'industrie cinématographique a de nouveau prospéré en tant que moyen de divertissement populaire. La production augmente régulièrement, passant de 19 longs métrages en 1977 à 125 en 1986. Les films produits dans le pays sont visionnés par un large public et les billets pour les festivals de films étrangers se vendent rapidement. L'industrie tente d'attirer les foules en produisant des films plus novateurs et « aventureux » à l'instar de leurs homologues occidentaux.

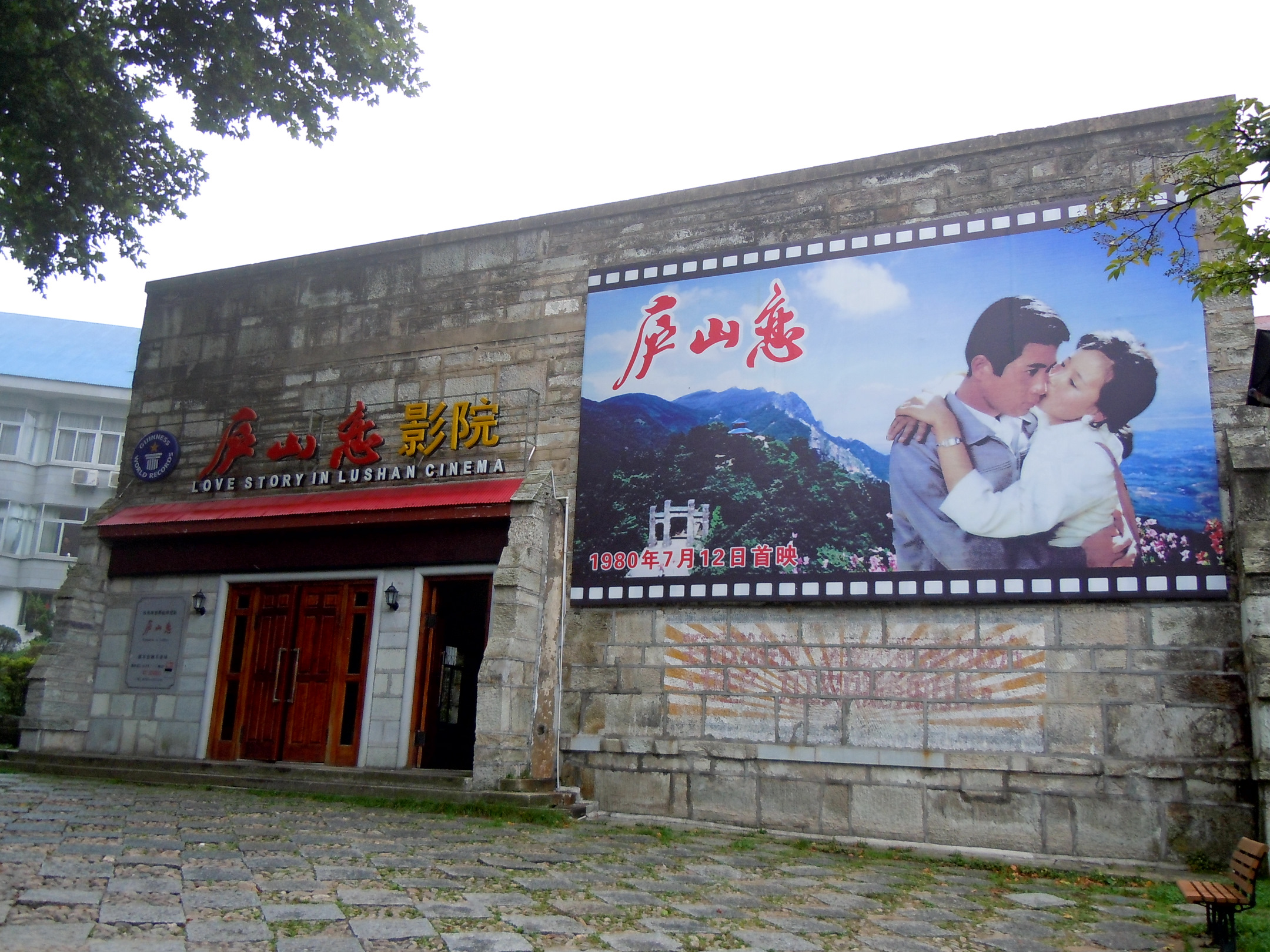
Le film Idylle au mont Lusan (1980) a marqué l'époque avec sa scène du baiser.

Le cinéma chinois s'est considérablement développé à la fin des années 1970. En 1979, les entrées annuelles au box-office ont atteint le chiffre record de 29,3 milliards de billets vendus, ce qui équivaut à une moyenne de 30 films par personne. Le cinéma chinois a continué à prospérer au début des années 1980. En 1980, les entrées annuelles s'élevaient à 23,4 milliards de billets vendus, soit une moyenne de 29 films par personne. En termes d'entrées, cette période a représenté un pic de ventes de billets dans l'histoire du cinéma chinois. Les ventes élevées de billets étaient dues au faible prix des billets, un billet de cinéma coûtant généralement entre 0,1 et 0,3 yuans (entre 0,06 et 0,19 dollars américains de l'époque).
Un autre film populaire de ces années-là est Idylle au mont Lusan (1980) de Huang Zumo, qui comporte la première scène de baiser depuis la révolution. Ce mélodrame romantique fait sensation et devient une initiation à la mode, à l'esthétique et à l'érotisme pour une toute une génération,,.
Au début des années 1980, la Chine comptait 162 000 unités de projection, principalement composées d'équipes mobiles qui projetaient des films en plein air dans les zones rurales ou urbaines. 
Un certain nombre de films de cette période ont enregistré des centaines de millions d'entrées dans les salles chinoises. Le film chinois ayant réalisé le plus d'entrées est La Légende du serpent blanc (1980), avec environ 700 millions d'entrées, suivi de Xi ying men (zh) (喜盈门, 1981) de Zhao Huanzhang et Les Boxeurs de Wudang (武當, 1983) de Sun Sha, avec plus de 600 millions de billets vendus chacun. Le film étranger le plus populaire de la période est le film japonais Kimi yo fundo no kawa o watare (ja) (君よ噴怒の河を渉れ) (1976) de Jun'ya Satō, qui enregistre plus de 330 millions d'entrées à sa sortie en 1978, suivi du film indien Caravan (1971), qui enregistre environ 300 millions d'entrées à sa sortie en 1979.
À la fin des années 1980, le cinéma chinois connaît des temps difficiles ; il est en butte au double problème de la concurrence d'autres formes de divertissement et de l'inquiétude des autorités qui considèrent que de nombreux films populaires de suspense et d'arts martiaux sont socialement inacceptables. En janvier 1986, l'industrie cinématographique est transférée du ministère de la Culture au nouveau ministère de la Radio, du Cinéma et de la Télévision afin de la soumettre à un « contrôle et une gestion plus stricts » et de « renforcer la supervision de la production ».

#### Le cinéma des cicatrices
La fin de la révolution culturelle a donné lieu à l'apparition de « mélodrames des cicatrices » (傷痕剧 ; shānghén jù), qui décrivent les traumatismes émotionnels laissés par cette période. Le plus connu d'entre eux est probablement La Ville des hibiscus (1986) de Xie Jin, bien que le mouvement se soit poursuivi jusque dans les années 1990 avec Le Cerf-volant bleu (1993) de Tian Zhuangzhuang. Dans les années 1980, Deng Xiaoping encourage la critique ouverte de certaines politiques antérieures du parti communiste afin de révéler les excès de la révolution culturelle et de la campagne anti-droitiste, ce qui contribue également à légitimer les nouvelles politiques de Deng en matière de « réforme et d'ouverture ». Par exemple, le prix du meilleur film lors de la cérémonie inaugurale des Coqs d'or en 1981 est décerné à deux « mélodrames des cicatrices », Nuit pluvieuse à Bashan (Wu Yonggang, Wu Yigong, 1980) et La Légende des monts Tianyun (Xie Jin, 1980).
Plusieurs de ces mélodrames sont réalisés par des cinéastes de la quatrième génération dont la carrière ou la vie ont été affectées par les événements en question, tandis queles jeunes réalisateurs de la cinquième génération, comme Tian Zhuangzhuang, ont tendance à se concentrer sur des sujets moins controversés du présent immédiat ou du passé lointain. L'enthousiasme officiel pour les mélodrames des cicatrices s'estompe dans les années 1990, lorsque de jeunes cinéastes commencent à se confronter aux aspects négatifs de l'ère Mao. Le Cerf-volant bleu, bien que traitant d'un sujet similaire à celui des mélodrames précédents, est d'un style plus réaliste et n'a pu être réalisé qu'en obscurcissant son véritable scénario. Présenté à l'étranger, il est interdit de sortie en Chine continentale, et Tian lui-même s'est vu interdire de tourner des films pendant près d'une décennie. Après les manifestations de la place Tian'anmen en 1989, peu de mélodrames des cicatrices, voire aucun, ne sont diffusés en Chine continentale.

### Le cinéma de «cinquième génération» (1983-1989)

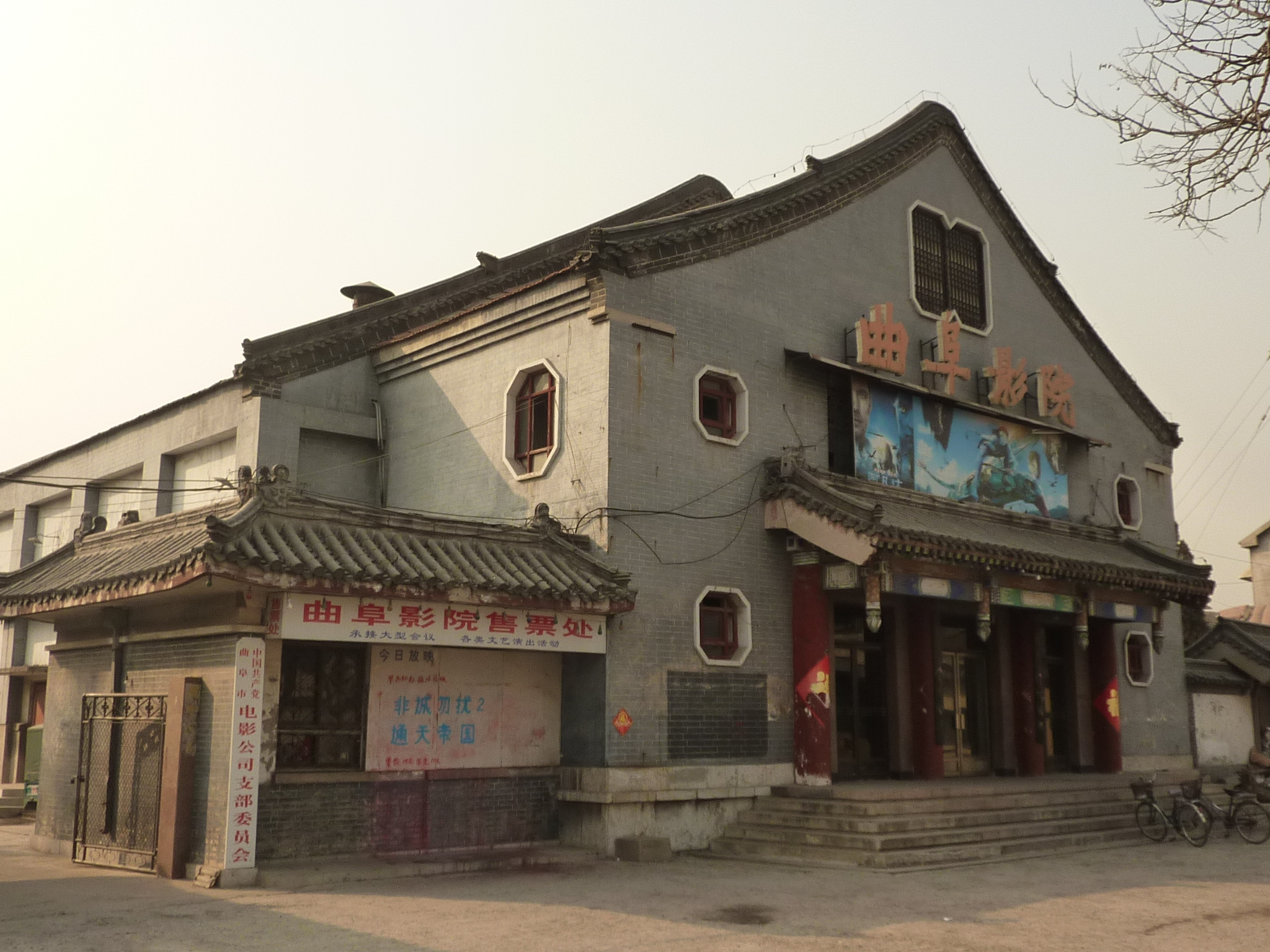
Un cinéma à Qufu, dans le Shandong.

À partir du milieu et de la fin des années 1980, pendant le mouvement des Nouvelles Lumières en Chine, la montée en puissance de ce que l'on appelle la cinquième génération de cinéastes chinois accroît la popularité du cinéma chinois à l'étranger. La plupart des cinéastes qui composent la cinquième génération sont diplômés de l'Académie du film de Pékin en 1982 et comprenaient Zhang Yimou, Tian Zhuangzhuang, Chen Kaige, Zhang Junzhao (zh), Li Shaohong, Wu Ziniu et d'autres encore. Ces diplômés constituent le premier groupe de cinéastes diplômés depuis la Révolution culturelle et ils abandonnent rapidement les méthodes traditionnelles de narration et optent pour une approche symbolique plus libre et moins orthodoxe. Après que la littérature des cicatrices a ouvert la voie à une discussion franche, Un et Huit (1983) de Zhang Junzhao (zh) et La Terre jaune (1984) de Chen Kaige, en particulier, sont considérés comme marquant les débuts de la cinquième génération. La Terre jaune est devenu l'un des premiers films d'art chinois à attirer l'attention internationale.
Les réalisateurs les plus célèbres de la cinquième génération, Chen Kaige et Zhang Yimou, ont produit des œuvres célèbres telles que Le Roi des enfants (1987), Ju Dou (1989), Épouses et Concubines (1991) et Adieu ma concubine (1993), qui sont plébiscités non seulement par les cinéphiles chinois, mais aussi par le public occidental du cinéma d'auteur. Les films de Tian Zhuangzhuang, bien que moins connus des spectateurs occidentaux, sont remarqués par des réalisateurs tels que Martin Scorsese. C'est au cours de cette période que le cinéma chinois commence à récolter les fruits de l'attention internationale, notamment l'Ours d'or 1988 pour Le Sorgho rouge, le Lion d'or 1992 pour Qiu Ju, une femme chinoise, la Palme d'or 1993 pour Adieu ma concubine et trois nominations aux Oscars dans la catégorie Meilleur film en langue étrangère. Tous ces films primés avaient pour vedette l'actrice Gong Li, qui est devenue la vedette la plus connue de la cinquième génération, en particulier auprès du public international.

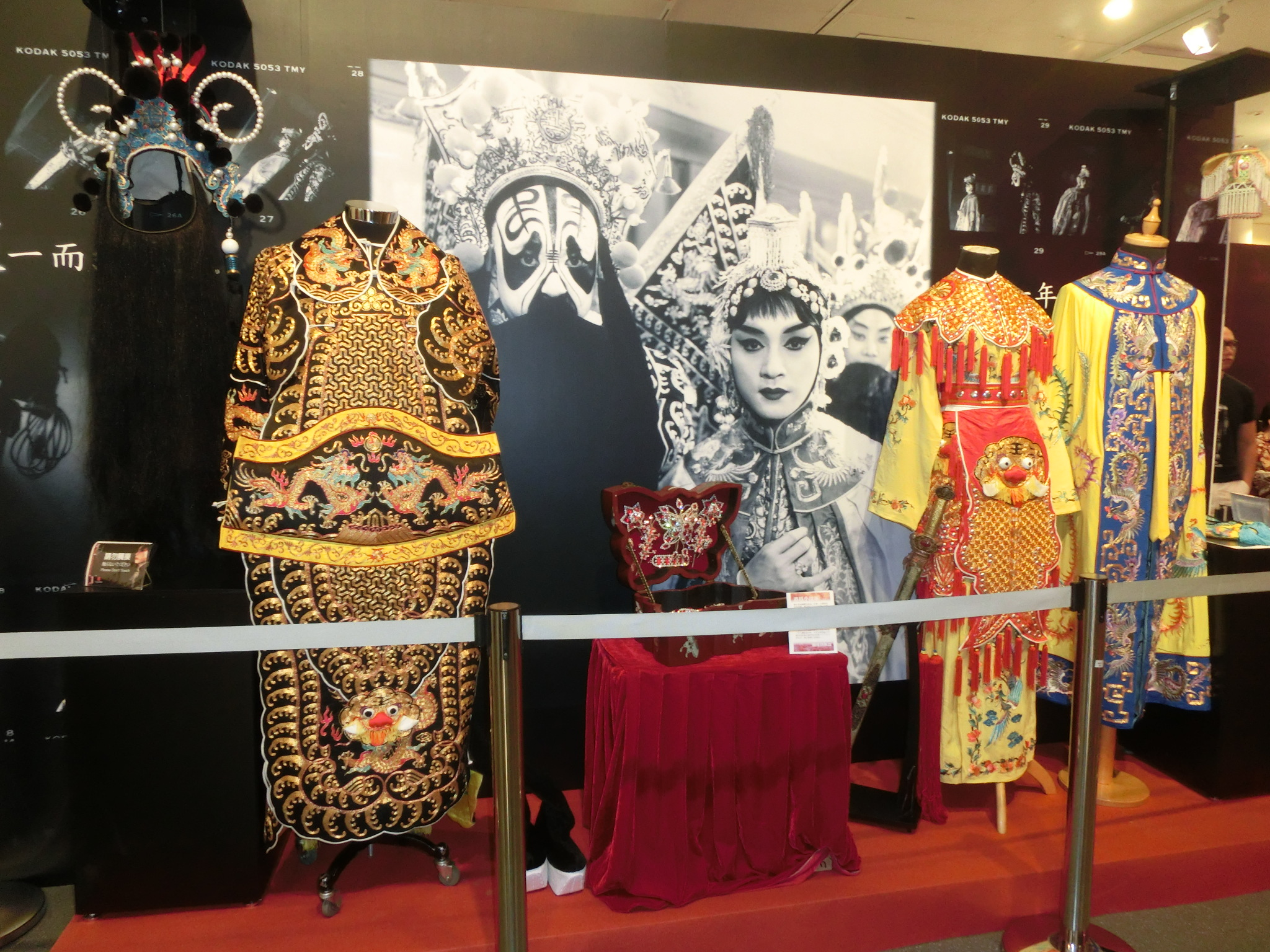
Vitrine présentant des images et costumes dAdieu ma concubine (1993).

Les réalisateurs de la cinquième génération ont des styles et des sujets variés, allant de la comédie noire (L'Affaire du canon noir, 1985, de Huang Jianxin (zh)) à l'ésotérisme (La Vie sur un fil, 1991, de Chen Kaige), mais ils ont en commun de rejeter la tradition réaliste-socialiste des cinéastes chinois de l'ère maoïste. Parmi les autres réalisateurs notables de la cinquième génération figurent Wu Ziniu, Hu Mei, Li Shaohong et Zhou Xiaowen. Les cinéastes de la cinquième génération ont réagi contre la pureté idéologique du cinéma de la révolution culturelle. En s'installant dans des studios régionaux, ils commencent à explorer l'actualité de la culture locale d'une manière quelque peu documentaire. Au lieu d'histoires décrivant des luttes militaires héroïques, les films sont construits à partir des drames de la vie quotidienne des gens ordinaires. Ils conservent également une dimension politique, mais visent à explorer des questions plutôt qu'à recycler des politiques approuvées. Alors que les films de la révolution culturelle s'appuient sur des personnages, les jeunes réalisateurs privilégient la profondeur psychologique, à l'instar du cinéma européen. Ils adoptent des intrigues complexes, un symbolisme ambigu et une imagerie évocatrice. Certaines de leurs œuvres les plus audacieuses, à connotation politique, sont interdites par les autorités chinoises.
Ces films s'accompagnent d'un genre créatif d'histoires et d'un nouveau style de tournage. Les réalisateurs utilisent beaucoup de couleurs et de plans panoramiques pour présenter et explorer l'histoire et la structure de la culture nationale. En raison de leur complexité, les nouveaux films s'adressaient avant tout à un public plus cultivé. Ce nouveau style est rentable pour certains et aide les cinéastes à progresser dans leur métier. Il permet aux réalisateurs de s'éloigner de la réalité et de montrer leur sens artistique.
La quatrième génération revient également sur le devant de la scène. Ces réalisateurs, dont la carrière a été freinée par la révolution culturelle et qui ont été formés professionnellement avant 1966, sont célébrés après la montée en puissance de la cinquième génération. Wu Tianming, en particulier, apporte une contribution remarquable en aidant à financer les principaux réalisateurs de la cinquième génération sous les auspices du studio de Xi'an (ca) (qu'il a repris en 1983), tout en continuant à réaliser des films comme Le Vieux Puits (1986) et Le Roi des masques (1996).
Le mouvement de la cinquième génération prend fin en partie après les manifestations de la place Tiananmen en 1989, bien que ses principaux réalisateurs aient continué à produire des œuvres remarquables. Plusieurs de ses cinéastes se sont exilés d'eux-mêmes : Wu Tianming s'est installé aux États-Unis (avant de revenir), Huang Jianxin (zh) est parti pour l'Australie, tandis que de nombreux autres se sont lancés dans la télévision.

#### Les «films du leitmotiv» (Zhǔxuánlǜ)
À une époque où les mélodrames socialistes commencent à perdre de l'audience, le gouvernement chinois a commencé à s'impliquer plus profondément dans le monde de la culture populaire et du cinéma en créant le genre officiel du « leitmotiv » (chinois simplifié : 主旋律 ; pinyin : zhǔxuánlǜ ; anglais : Main Melody), inspiré par les drames musicaux hollywoodiens. En 1987, le ministère de la Radio, du Film et de la Télévision publie une déclaration encourageant la réalisation de films du leitmotiv afin de « revigorer l'esprit national et la fierté nationale ». Le terme de leitmotiv fait référence au leitmotiv musical, et signifie ici le « thème de notre époque » qui, selon les spécialistes, est représentatif du climat sociopolitique de la Chine et du contexte culturel du cinéma populaire. Le courant est parfois désigné en français par les termes « films gouvernementaux » ou abusivement « films de propagande ». Ces films du leitmotiv, qui sont encore produits régulièrement de nos jours, tentent d'imiter le courant commercial dominant en utilisant de la musique et des effets spéciaux de style hollywoodien. Une caractéristique importante de ces films est l'incorporation d'une « chanson rouge » ou « chanson révolutionnaire » (officiellement le programme Chantez des chansons populaires, lisez des classiques, racontez des histoires et prêchez des proverbes (zh)), qui est une chanson écrite comme propagande pour soutenir la République populaire de Chine. En tournant le film autour du motif d'une chanson rouge, le film contribue à se faire connaître, car les chansons sont généralement considérées comme plus accessibles qu'un film. En théorie, une fois que la chanson rouge domine les palmarès musicaux, elle suscite l'intérêt pour le film qu'elle accompagne.

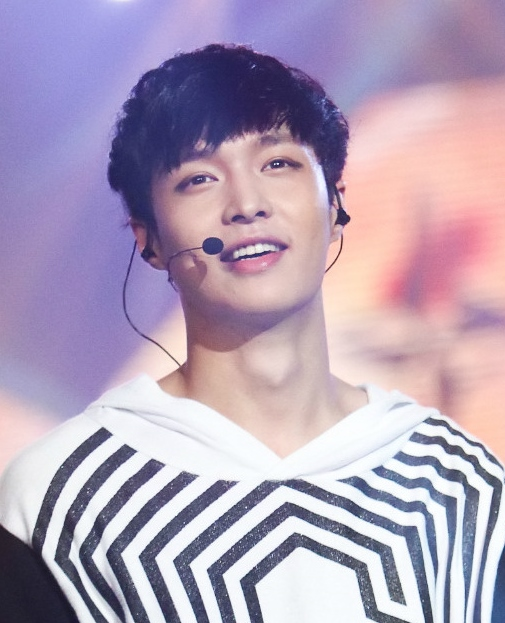
Le chanteur Lay Zhang est à l'affiche du film du leitmotiv ' (2017).

Les mélodrames du leitmotiv sont souvent subventionnés par l'État et accessibles gratuitement au personnel gouvernemental et militaire. Le gouvernement chinois dépense entre « un et deux millions de yuans » par an pour soutenir la production de films du leitmotiv. Le studio du Premier-Août (zh),, l'organe de production cinématographique et télévisuelle de l'Armée populaire de libération, est un studio qui produit des films du leitmotiv. Ces films, qui décrivent souvent des engagements militaires passés ou des biographies de dirigeants du PCC de la première génération, ont remporté plusieurs prix du meilleur film aux Coqs d'or. Parmi les films du genre les plus célèbres, citons le film épique de dix heures sur la campagne de Liaoxi-Shenyang en 1948 en Mandchourie intitulé Da jue zhan I: Liao shen zhan yi (zh) (大决战之辽沈战役, 1991) et réalisé par Cai Jiawei, Yang Guangyuan et Wei Lian ; La Guerre de l'opium (1997), réalisé par Xie Jin ; et The Founding of a Republic (2009), réalisé par Han Sanping et Huang Jianxin, un réalisateur de la cinquième génération. The Founding of an Army (zh) (2017) est commandé par le gouvernement pour célébrer le 90e anniversaire de l'Armée populaire de libération, et est le troisième volet de la série The Founding of a Republic. Le film met en scène de nombreux jeunes chanteurs pop chinois déjà bien établis dans l'industrie, notamment Li Yifeng (zh), Liu Haoran (zh) et Lay Zhang, afin de renforcer l'attrait populaire de ce film du leitmotiv.
En 2021, le 14e plan quinquennal pour le développement du cinéma chinois mentionne que « la part du box-office annuel des films produits dans le pays restera supérieure à 55 % ». La qualité et la proportion des films du leitmotiv ne cessant de s'améliorer, leur contribution au box-office a augmenté d'année en année, les films du leitmotiv représentant près d'un quart du box-office en 2021. La part des films étrangers dans le box-office national a diminué au cours des dix dernières années. En 2021, la part des films importés dans le box-office n'était que de 17 %.

### Le cinéma de «sixième génération» (années 1990 et 2000)
L'ère post-1990 est qualifiée de « retour au cinéma amateur », car les politiques de censure de l'État après les événements de la place Tiananmen en 1989 donnent naissance à un mouvement cinématographique clandestin et nerveux, vaguement appelé la « sixième génération ». En raison du manque de financement et de soutien de l'État, ces films sont tournés rapidement et à peu de frais, en utilisant des matériaux tels que la pellicule 16 mm et la vidéo numérique, et en faisant appel à des acteurs et actrices pour la plupart non professionnels, produisant ainsi une impression de documentaire, souvent avec de longues prises de vue, des caméras tenues à la main et un son d'ambiance, plus proche du néoréalisme italien et du cinéma vérité que les productions souvent fastes et beaucoup plus intellectuelles de la cinquième génération. Contrairement à la cinquième génération, la sixième génération apporte une vision plus individualiste et antiromantique de la vie et accorde une attention beaucoup plus grande à la vie urbaine contemporaine, en particulier telle qu'elle est affectée par l'appréhension, la révolte et l'insatisfaction à l'égard des tensions économiques contemporaines du marketing social et du contexte culturel global de la Chine. Beaucoup sont réalisés avec un budget extrêmement faible (un exemple est Jia Zhangke, qui tourne en vidéo numérique, et auparavant en 16 mm ; The Days (1993) de Wang Xiaoshuai est réalisé pour 10 000 dollars). Le titre et les scénarios de nombre de ces films reflètent les préoccupations de la sixième génération. La sixième génération s'intéresse aux individus marginalisés et aux franges les moins représentées de la société. Par exemple, Les Bâtards de Pékin (1993) de Zhang Yuan se concentre sur le mouvement punk dans la jeunesse, avec des artistes comme Cui Jian, Dou Wei et He Yong (zh), mal vus par de nombreuses autorités de l'État, tandis que Xiao Wu, artisan pickpocket (1997), le premier film de Jia Zhangke, s'intéresse à un pickpocket de province. Alors que de nombreux cinéastes de la cinquième génération sont devenus les chouchous de la culture chinoise dominante, les cinéastes de la sixième génération ont souvent subi un traitement sévère de la part de la censure et du système réglementaire de l'État, malgré leur succès dans les festivals de films internationaux et les marchés d'art et d'essai.
Au fur et à mesure que la Sixième Génération gagne en visibilité internationale, les films sont de plus en plus financés en coproduction avec des bailleurs de fonds étrangers, mais ils restent résolument discrets et à petit budget. Platform (2000) de Jia Zhangke est financé en partie par la maison de production de Takeshi Kitano, tandis que Still Life est tourné en vidéo HD. Still Life est le lauréat surprise du Lion d'or à la Mostra de Venise 2006. Le film documente la vie des travailleurs provinciaux de la région des Trois Gorges, et contraste fortement avec les œuvres des réalisateurs chinois de la cinquième génération comme Zhang Yimou et Chen Kaige, qui produisent à l'époque Le Secret des poignards volants (2004) et Wu ji, la légende des cavaliers du vent (2005). Le film ne met en scène aucune vedette de renommée internationale et est interprété principalement par des non-professionnels.
Pour le cinéaste Jia Zhangke l'année 2003, marque la libéralisation de la politique cinématographique chinoise : alors que cet art était auparavant « considéré comme un outil de propagande idéologique primordial du gouvernement », il est alors vu comme une « industrie. » Les interdictions de filmer pour les cinéastes sont levées et ils peuvent « négocier avec la censure. »
De nombreux films de la sixième génération mettent en évidence les aspects négatifs de l'entrée de la Chine dans l'économie de marché capitaliste moderne. Blind Shaft (2003) de Li Yang, par exemple, raconte l'histoire de deux escrocs meurtriers dans l'industrie minière non réglementée et notoirement dangereuse du nord de la Chine (Li a rejeté le terme de la sixième génération, tout en admettant qu'il n'était pas de la cinquième génération). The World (2004) de Jia Zhangke met l'accent sur la vacuité de la mondialisation dans le contexte d'un parc d'attractions à thème international.
Parmi les réalisateurs les plus prolifiques de la sixième génération, citons Wang Xiaoshuai (The Days, Beijing Bicycle, So Long, My Son), Zhang Yuan (Les Bâtards de Pékin, East Palace West Palace), Jia Zhangke (Xiao Wu, artisan pickpocket, Plaisirs inconnus, Platform, The World, A Touch of Sin, Au-delà des montagnes, Les Éternels), He Jianjun (zh) (Le Facteur (en)) et Lou Ye (Suzhou River, Une jeunesse chinoise). Un réalisateur de leur génération qui ne partage pas la plupart des préoccupations de la sixième génération est Lu Chuan (Kekexili, la patrouille sauvage, 2004 ; City of Life and Death, 2010).

### Nouveau cinéma chinois (XXIesiècle)

#### Succès nationaux

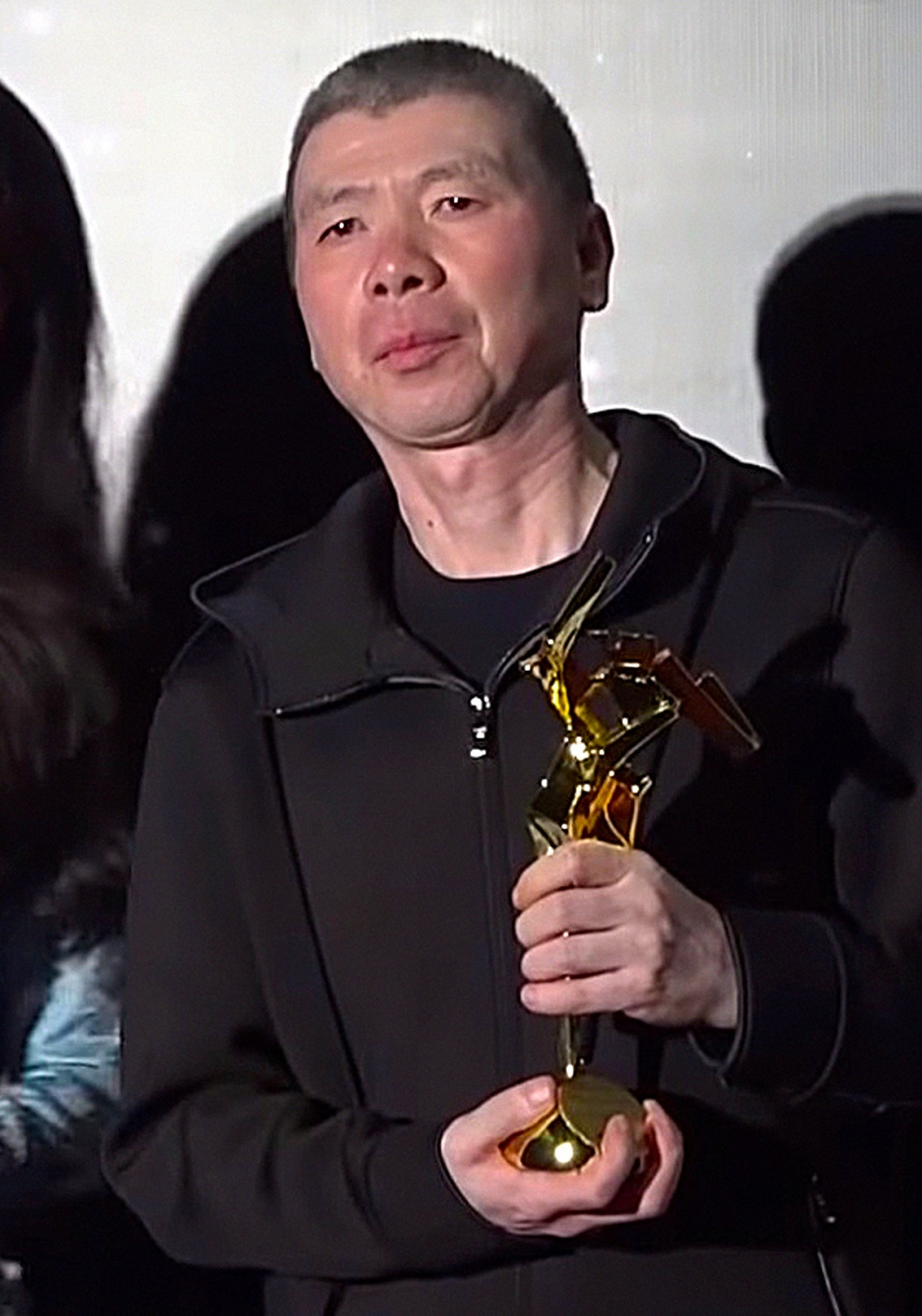
Feng Xiaogang est l'un des réalisateurs commerciaux les plus en vue de l'ère post-1997.

Avec la libéralisation de la Chine à la fin des années 1970 et son ouverture aux marchés étrangers, les considérations commerciales ont un impact sur la production cinématographique après les années 1980. Traditionnellement, les films d'auteur projetés rapportent rarement assez pour atteindre le seuil de rentabilité. C'est le cas par exemple de Le Voleur de chevaux (1986) de Tian Zhuangzhuang, réalisateur de la cinquième génération, un film narratif avec un minimum de dialogues sur un voleur de chevaux tibétain. Le film, qui met en scène des paysages exotiques, est bien accueilli par les Chinois et certains spectateurs occidentaux, mais n'a pas de succès en salles. Un film ultérieur de Tian, The Warrior And The Wolf (zh) (2010), est de même un échec commercial. Avant cela, il y a eu des exemples de films commerciaux réussis dans la période qui a suivi la libéralisation. L'un d'entre eux est le film sentimental Idylle au mont Lusan (1980), qui est un succès auprès des Chinois de l'époque. Le film est mentionné dans le Livre Guinness des records en tant que film ayant eu la plus longue durée d'exploitation lors d'une première sortie. Le premier film de Jet Li, Le Temple de Shaolin (1982), connaît un succès immédiat en Chine et à l'étranger (au Japon et en Asie du Sud-Est, par exemple). Un autre film commercial à succès est 405 mou sha an (zh) (405谋杀案, 1980), un film policier à suspense.
Première fête, deuxième fête (zh) de Feng Xiaogang (1997) est annoncé comme un tournant dans l'industrie cinématographique chinoise, un hesui pian (film projeté à l'occasion du Nouvel An chinois) qui démontre la viabilité du modèle commercial dans l'économie socialiste de marché de la Chine. Feng devient l'un des réalisateurs commerciaux les plus en vue de l'ère post-1997. Presque tous ses films sont très rentables au niveau national et il a fait appel à des vedettes régionales d'origine chinoise comme Rosamund Kwan, Jacqueline Wu, Rene Liu et Shu Qi pour renforcer l'attrait de ses films.
Au cours de la décennie 2010, en raison de l'afflux de films hollywoodiens (bien que le nombre de films étrangers projetés chaque année soit limité), le cinéma national chinois doit relever des défis de plus en plus importants. L'industrie se développe et les films nationaux commencent à avoir l'impact sur le box-office des grands films hollywoodiens. Cependant, tous les films nationaux ne connaissent pas le succès financier. En janvier 2010, Avatar de James Cameron est retiré des cinémas non 3D au profit du film biographique Confucius de Hu Mei, mais cette décision a entraîné une réaction négative à l'égard du film de Hu. Xiang ri kui (zh) (2005) de Zhang Yang rapporte également peu d'argent, mais son précédent film à petit budget Aiqing mala tang (es) (1997) rapporte dix fois son budget de 3 millions de yuans. De même, Crazy Stone (zh) (2006), un succès inattendu, est réalisé pour seulement 3 millions de dollars hongkongais/400 000 dollars américains. En 2009-11, Tremblement de terre à Tangshan (2009) de Feng et Let the Bullets Fly (2010) de Jiang Wen sont devenus les films chinois les plus lucratifs, Tremblement de terre à Tangshan rapportant 670 millions de yuans (105 millions de dollars) et Let the Bullets Fly 674 millions de yuans (110 millions de dollars américains). Lost in Thailand (2012) devient le premier film chinois à atteindre 1 milliard de yuans au box-office chinois et Chasseur de monstres (2015) est devenu le premier à atteindre 2 milliards de yuans. En 2021, 9 des 10 films les plus rentables en Chine sont des productions nationales. Le 8 février 2016, le box-office chinois a établi un nouveau record de recettes en une seule journée, avec 660 millions de yuans, battant le précédent record de 425 millions de yuans établi le 18 juillet 2015. Toujours en février 2016, The Mermaid, réalisé par Stephen Chow, devient le film le plus rentable en Chine, dépassant Chasseur de monstres,. Il est également le premier film à atteindre les 3 milliards de yuans,. Le film met en scène un homme-pieuvre qui s'oppose à un milliardaire sans scrupules.

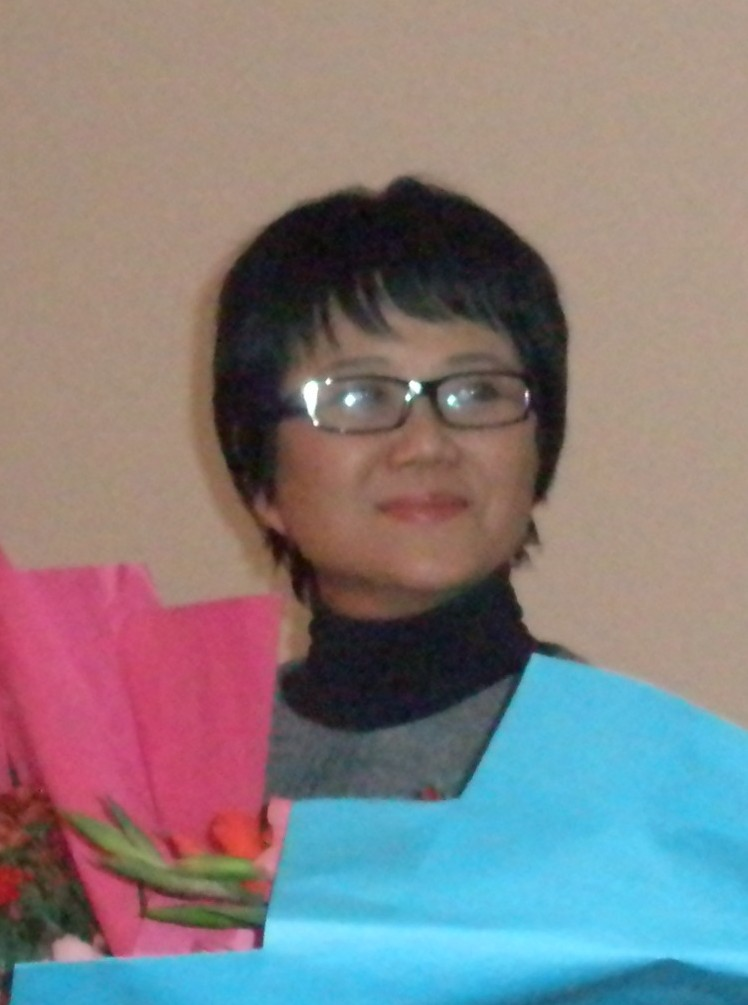
La réalisatrice Hu Mei.

Sous l'influence de films de science-fiction hollywoodiens tels que Prometheus, sorti en 2012, ces genres, en particulier les films d'exploration spatiale, ont rapidement augmenté sur le marché cinématographique chinois ces dernières années. En 2019, le film The Wandering Earth réalisé par Frant Gwo récolte 699,8 millions de dollars dans le monde entier, devenant ainsi le troisième film le plus rentable de l'histoire du cinéma chinois. Selon l'universitaire Jean-Yves Heurtebise, les plus grands succès au box-office chinois de la fin des années 2010 (The Wandering Earth, Wolf Warrior 1 et 2) sont « des « blockbusters » nationalistes où l’industrie fait sienne les directives du Parti ».

#### Succès internationaux
Depuis la fin des années 1980 jusque dans les années 2000, les films chinois ont connu un succès considérable à l'étranger. Autrefois réservés aux cinéastes, ces films sont devenus de plus en plus populaires dans le monde entier après le succès international public et critique du wu xia pian d'Ang Lee, Tigre et Dragon, qui remporte l'Oscar du meilleur film en langue étrangère en 2000. Cette production multinationale renforce son pouvoir d'attraction en mettant en scène des vedettes de toutes les parties du monde sinophone : Hong Kong pour Chow Yun-fat, Chine continentale pour Zhang Ziyi, Taïwan pour Chang Chen. Elle permet à de nombreuses personnes de découvrir le cinéma chinois (et en particulier le genre wu xia pian) et accroît la popularité de nombreux films chinois antérieurs. Il attire dans les salles de cinéma 1 825 687 spectateurs en France. En 2025, Tigre et dragon reste le film en langue étrangère qui connaît le plus grand succès commercial de l'histoire des États-Unis.
En 2002, Hero de Zhang Yimou est un autre succès public international, avec des acteurs célèbres de Chine continentale et de Hong Kong qui sont également connus dans une certaine mesure en Occident, notamment Jet Li, Zhang Ziyi, Maggie Cheung et Tony Leung Chiu-wai. Bien que certains aient critiqué le fait que ces deux films soient quelque peu calibrés pour les goûts occidentaux, Hero connaît un succès phénoménal dans la plupart des pays asiatiques et prend la tête du box-office américain pendant deux semaines, réalisant des recettes suffisantes aux États-Unis pour couvrir les coûts de production.
D'autres films comme Adieu ma concubine, 2046, Suzhou River, The Road Home et Le Secret des poignards volants sont plébiscités par la critique dans le monde entier. Les Hengdian World Studios peuvent être considérés comme le « Hollywood chinois », avec une superficie totale de 330 hectares et 13 studios de tournage, dont une réplique grandeur nature de la Cité interdite.
Les succès de Tigre et Dragon et de Hero rendent difficile la délimitation de la frontière entre le cinéma de Chine continentale et le cinéma sinophone. Tigre et Dragon, par exemple, est réalisé par un réalisateur américain né à Taïwan (Ang Lee) qui travaille souvent à Hollywood. Sa distribution pan-chinoise comprend des acteurs et actrices de Chine continentale (Zhang Ziyi), de Hong Kong (Chow Yun-fat), de Taïwan (Chang Chen) et de Malaisie (Michelle Yeoh) ; le film est coproduit par un ensemble de sociétés cinématographiques chinoises, américaines, hongkongaises et taïwanaises. De même, l'autre film d'Ang Lee, Lust, Caution (2007), réunit une équipe et des acteurs de Chine continentale, de Hong Kong et de Taïwan, et comporte une musique orchestrale du compositeur français Alexandre Desplat. Cette fusion de personnes, de ressources et d'expertise provenant des trois pays sinophones, de l'Asie de l'Est au sens large et du monde entier, marque l'évolution du cinéma en langue chinoise vers un domaine d'influence internationale à grande échelle. Parmi les autres exemples de films de ce type, citons Wu ji, la légende des cavaliers du vent (2005), La Légende du scorpion noir (2006), Le Maître d'armes (2006), Les Seigneurs de la guerre (2007), Bodyguards and Assassins (2009) et Les Trois Royaumes (2008-09). La facilité avec laquelle les actrices et les acteurs chinois passent du continent à Hong Kong a considérablement augmenté le nombre de coproductions dans le cinéma sinophone. Nombre de ces films mettent également en scène des acteurs sud-coréens ou japonais afin de séduire leurs voisins d'Asie Orientale. Certains artistes originaires du continent, comme Hu Jun (zh), Zhang Ziyi, Tang Wei et Zhou Xun, obtiennent la résidence à Hong Kong dans le cadre d'un « programme d'admission d'immigrés talentueux » (chinois simplifié : 優秀人才入境計劃 ; pinyin : yōu xiù rén cái rù jìng jì huá) et ont donc plus de facilités pour jouer dans de nombreuses productions hongkongaises.

## L'industrie du cinéma chinois
En 1983, la Chine comptait 162 000 unités de projection, contre moins de 600 lors de la fondation de la République populaire de Chine en 1949. 
En 1998, le ministère de la Culture relance la pratique du cinéma rural mobile dans le cadre de son projet 2131, qui vise à projeter un film par mois dans chaque village de la Chine rurale et à remplacer les équipements analogiques par des projecteurs numériques. En 2003, le gouvernement central fournit plus de 400 camionnettes de projection de films au Tibet et au Xinjiang afin de s'opposer à ce que le gouvernement considérait comme du séparatisme et de l'occidentalisation.
En 2010, le cinéma chinois est la troisième plus grande industrie cinématographique en termes de nombre de longs métrages produits annuellement. En 2013, le box-office brut de la Chine est de 21,8 milliards de yuans (3,6 milliards de dollars américains), le deuxième plus grand marché cinématographique du monde en termes de recettes en salles. En janvier 2013, Lost in Thailand (2012) est devenu le premier film chinois à atteindre 1 milliard de yuans de recettes. En mai 2013, 7 des 10 films les plus rentables en Chine sont des productions nationales. Depuis 2014, environ la moitié des billets sont vendus en ligne, les plus grands sites de vente de billets étant Maoyan.com (82 millions), Gewara.com (45 millions) et Wepiao.com (28 millions). En 2014, les films chinois rapportent 1,87 milliard de yuans en dehors de la Chine. En décembre 2013, le pays compte 17 000 écrans ; le 6 janvier 2014, il en compte 18 195 ; la Grande Chine compte environ 251 cinémas IMAX ; en 2014, le pays compte 299 chaînes de cinéma (252 rurales, 47 urbaines), 5 813 salles de cinéma et 24 317 écrans.
Le pays ajoute environ 8 035 écrans en 2015 (à une moyenne de 22 nouveaux écrans par jour, augmentant son total d'environ 40% à environ 31 627 écrans, ce qui est environ 7 373 moins que le nombre d'écrans aux États-Unis,. Les films chinois représentent 61,48% des ventes de billets en 2015 (en hausse de 54% par rapport à l'année précédente), plus de 60% des ventes de billets étant effectuées en ligne. Le prix moyen des billets a diminué d'environ 2,5 % pour atteindre 5,36 $ en 2015. Il a également été témoin d'une augmentation de 51,08 % des entrées, avec 1,26 milliard de personnes achetant des billets de cinéma en 2015. Les films chinois rapportent 427 millions de dollars américains à l'étranger en 2015. Au cours de la semaine du Nouvel An chinois 2016, le pays établit un nouveau record de recettes en une semaine sur son territoire avec 548 millions de dollars américains, dépassant le précédent record de 529,6 millions de dollars américains du 26 décembre 2015 au 1er janvier 2016 aux États-Unis et au Canada. Les films chinois rapportent 3,83 milliards de yuans (550 millions de dollars américains) sur les marchés étrangers en 2016.
En 2020, le marché chinois du cinéma dépasse le marché américain pour devenir le plus grand marché du secteur au monde. Le box-office cumulé de la Chine en octobre 2020 a atteint 12,95 milliards de yuans (environ 1,93 milliard de dollars américains), dépassant officiellement l'Amérique du Nord (1,92 milliard de dollars américains). Impactés par la pandémie de Covid-19, le box-office en Chine et aux États-Unis a fortement chuté par rapport à la même période de l'année précédente. Cependant, le box-office chinois s'est rapidement redressé après la réouverture des salles.
Depuis le début des années 2020, le cinéma chinois fait également face à la montée en puissance des Duanju (appelées micro-dramas). En 2024, selon plusieurs analyses sectorielles, le marché des duanju a dépassé pour la première fois celui du cinéma en Chine continentale, avec plus de 50 milliards de yuans générés contre 47 milliards pour l’industrie cinématographique. Cette évolution illustre un changement structurel dans les modes de consommation culturelle, notamment chez les jeunes publics''''.
| Année | Recettes (en milliards de yuans) | Part du cinéma national | Nombre d'entrées (en millions) | Nombre d'écrans |
| ----- | -------------------------------- | ----------------------- | ------------------------------ | --------------- |
| 2003  | moins de 1                       |                         |                                |                 |
| 2004  | 1,5                              |                         |                                |                 |
| 2005  | 2                                | 60%                     | 157,2,                         | 4 425           |
| 2006  | 2,67                             |                         | 176,2,                         | 3 034 ou 4 753  |
| 2007  | 3,33                             | 55%                     | 195,8,                         | 3 527 ou 5 630  |
| 2008  | 4,34                             | 61%                     | 209,8,                         | 4 097 ou 5 722  |
| 2009  | 6,21                             | 56%                     | 263,8,                         | 4 723 ou 6 323  |
| 2010  | 10,17                            | 56%                     | 290                            | 6 256 ou 7 831  |
| 2011  | 13,12                            | 54%                     | 370                            | 9 286           |
| 2012  | 17,07                            | 48,5%                   | 462                            |                 |
| 2013  | 21,77                            | 59%                     | 612                            | 18 195          |
| 2014  | 29,6                             | 55%                     | 830                            | 23 600          |
| 2015  | 44                               | 61,6%                   | 1 260                          | 31 627          |
| 2016  | 45,71                            | 58,33%                  | 1 370                          | 41 179          |
| 2017  | 55,9                             | 53,8%                   | 1 620                          | 50 776          |
| 2018  | 60,98                            | 62,2%                   | 1 720                          | 60 000          |
| 2019  | 60,27                            | 64%                     | 1 727                          | 69 787          |
| 2020  | 20,42                            | 83,7%                   | 548                            | 75 581          |
| 2021  | 47,26                            | 84,5%                   | 1 167                          | 82 248          |
| 2022  | 30,07                            | 84,9%                   | 712                            | 76 486          |
| 2023  | 54,91                            | 83,8%                   | 1 299                          | 86 310          |
| 2024  | 42,50                            | 78,7%                   | 1 010                          | 90 968          |